# Aguijan
Aguijan est une île corallienne inhabitée des îles Mariannes du Nord dans la mer des Philippines, une mer bordière de océan Pacifique. Elle fait partie de la municipalité de Tinian (en).
Huit kilomètres au nord se rencontre les îles de Tinian (dont elle est séparée par le Tinian Channel (en)) et Tatsumi Reef  et deux kilomètres au sud se trouve Naftan Rock.

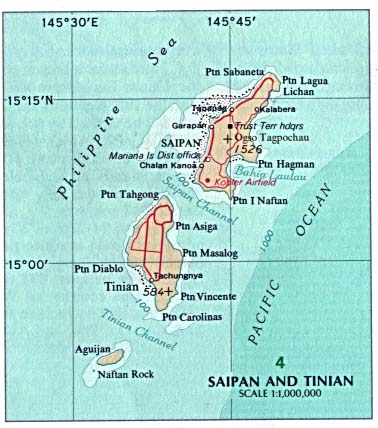